# Miguel Sanhueza
Miguel Alejandro Sanhueza Mora (Temuco, Chile, 30 de agosto de 1991) es un futbolista chileno. Juega como defensa y actualmente se encuentra jugando en Rangers de la Primera B de Chile.
Es el hermano mayor del también futbolista Eryin Sanhueza.

## Trayectoria

### Cobreloa (2008-2016)
Debuta en el profesionalismo, en el torneo Copa Chile, en contra el equipo de Deportes Antofagasta, el año 2008.
Debuta en las competencias de torneos nacionales el día 29 de agosto del 2009 ante el conjunto de Unión Española, en reemplazo de Víctor Osorio.
Convierte su primer gol en el profesionalismo el 15 de mayo de 2011, válido por el torneo de apertura de Chile del mismo año ante el conjunto de Deportes La Serena, en el minuto 86.

## Clubes
| Club                        | País  | Año       |
| --------------------------- | ----- | --------- |
| Cobreloa                    | Chile | 2008-2016 |
| Deportes Melipilla          | Chile | 2016-2017 |
| Cobreloa                    | Chile | 2017-2018 |
| Deportes Melipilla          | Chile | 2019-2021 |
| Santiago Wanderers          | Chile | 2022      |
| Coquimbo Unido              | Chile | 2023      |
| → Deportes Iquique (cedido) | Chile | 2023      |
| Deportes Iquique            | Chile | 2024      |
| Rangers                     | Chile | 2025-Act. |